# Para-sol de paper oli

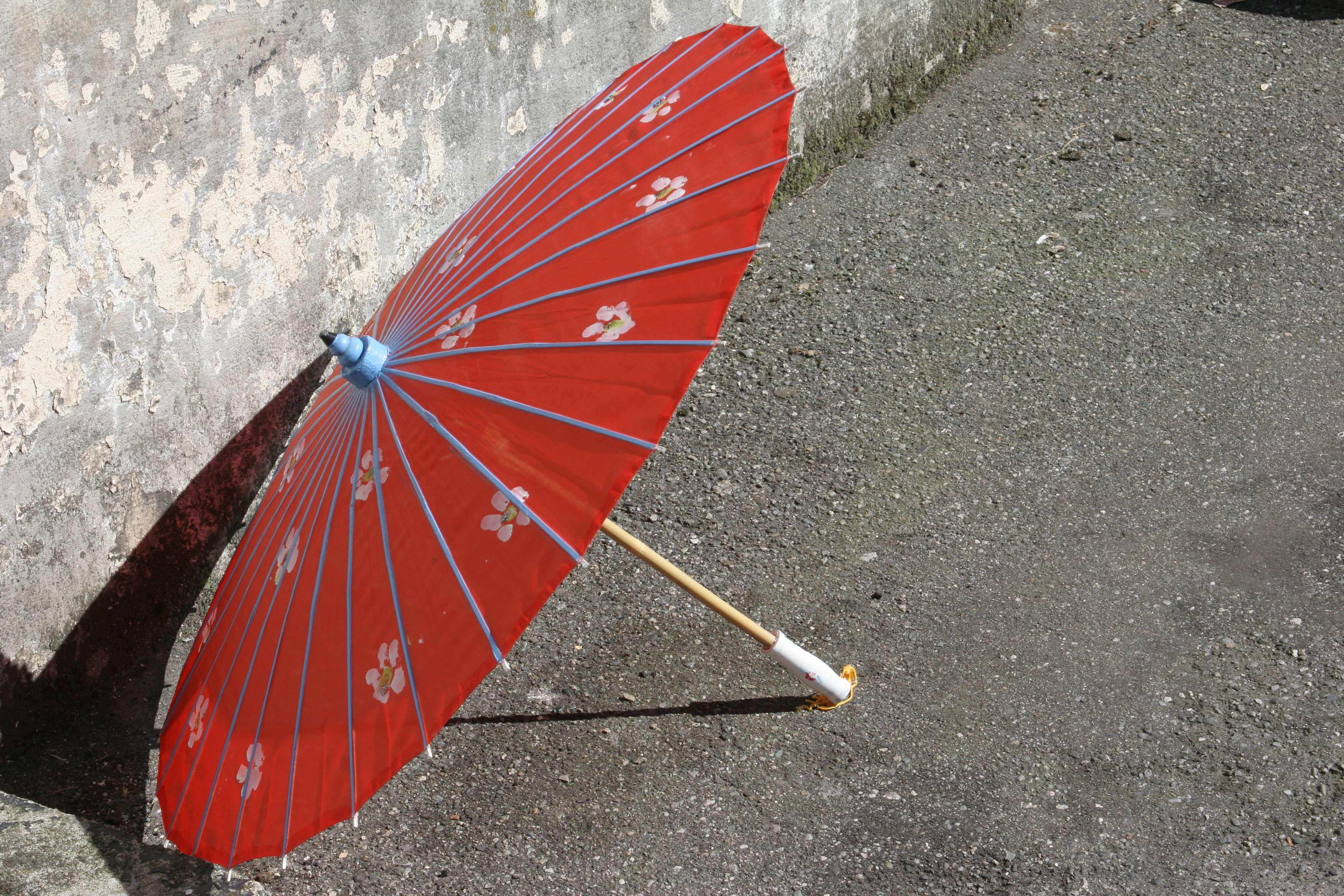
Un para-sol de paper oli

Els para-sols o paraigües de paper oli (en xinès tradicional: 油紙傘, simplificat: 油纸伞, pinyin: yóuzhǐ sǎn) són un tipus de para-sol de paper o tela originari de la Xina l'ús del qual s'estengué a altres indrets de l'Àsia com ara el Japó, la península de Corea, Vietnam, Taiwan, les illes Ryukyu, Tailàndia o Laos entre d'altres i on també hi aparegueren para-sols amb característiques locals. Amb la migració dels hakka a Taiwan, també hi arrelà en aquest indret la creació de para-sols a l'estil xinès. A banda de cobrir de la pluja o del sol, els para-sols de paper oli també són imprescindibles en la celebració de bodes. En una boda tradicional xinesa, quan la núvia baixa del palanquí, els matrimoniers la cobreixen amb un para-sol de color vermell per tal de foragitar els mals esperits. En les bodes tradicionals japoneses també es cobreix la núvia amb un para-sol vermell i aquest costum també és present en les bodes tradicionals de les illes Ryukyu. Els ancians prefereixen els para-sols de color violeta que simbolitzen la longevitat i en un funeral s'empren para-sols de color blanc. En dansa tradicional japonesa també es poden fer servir com a attrezzo i en la cerimònia del te es fan servir uns para-sols de paper bast coneguts com a bangasa.

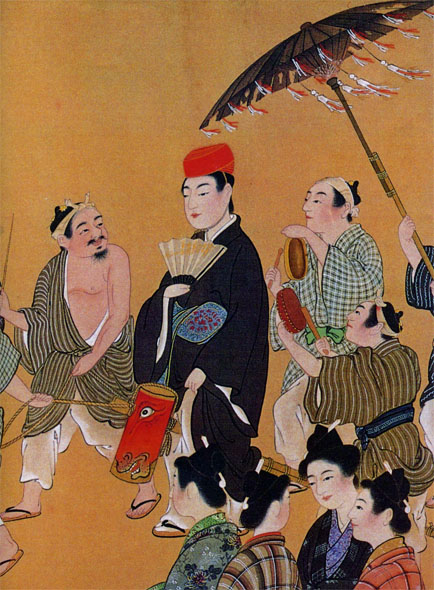
Para-sol de paper oli essent emprat en una boda tradicional de les illes Ryukyu

A la societat hakka de l'antiguitat, quan es casaven les dones hakka, com que les paraules per a fill i paper eren homòfones en la parla hakka, entregaven dos para-sols de paper oli com a dot, un dels quals duia escrita la dita 早生貴子 (simplificat: 早生贵子, pinyin: zǎoshēng guìzǐ, traduïda al català: parir aviat un fill). A més, el caràcter per a para-sol en xinès tradicional (傘) conté quatre persones, que simbolitzen molta descendència i, com que quan s'obre el para-sol té una forma rodona i les paraules per a oli (油) i tenir (有) són homònimes, això significava la benedicció d'una vida feliç i completa. Quan els homes de 16 anys completaven el seu ritu de pas, també rebien dos para-sols per aquests mateixos motis.
En celebracions religioses, també es veuen para-sols al damunt dels palanquins que duen les imatges dels déus o Buda. En aquest context, serveixen tant per foragitar mals esperits com per protegir els participants de la processó.
Actualment es fan servir de forma corrent paraigües d'estil occidental, mentre els para-sols de paper oli es venen normalment com a obres d'art o souvenirs.

## Història

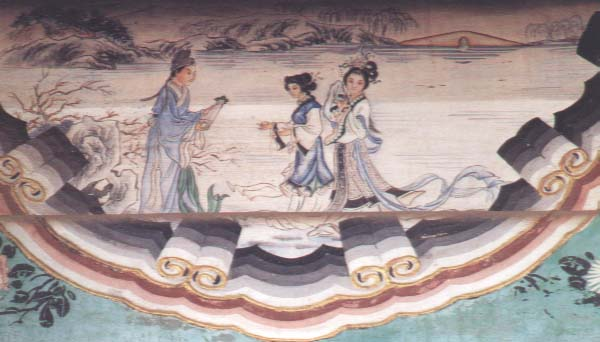
Pintura mural del Palau d'Estiu de Pequín on es representa una escena de la llegenda de la Serp Blanca en un para-sol de paper

Segons la llegenda, el para-sol va ser inventat per l'esposa de Lu Ban, Yun Shi: "Partí la canya de bambú en tires, les cobrí amb pells d'animals, quan es tancava semblava un pal, quan s'obria una tapa", però els primers para-sols es feren de plomes, seda i d'altres materials. Després de la invenció del paper, la seda va ser substituïda gradualment pel paper. No se sap amb certesa quan aparegueren els para-sols, però en temps de la dinastia Tang ja havien arribat al Japó i Corea. En temps de la dinastia Song reberen el nom de para-sols de paper verd i en temps de la dinastia Ming se'n popularitzà l'ús. Al Tiangong Kaiwu se'n fa la següent menció: "Allà on el paraigua i el paper oli s'enganxen hi ha un petit tros de paper pergamí". Shen Kuo al seu Mengxi Bitan també en fa la següent menció: "un nou paraigua cobreix per un dia" en referència a l'aleshores pròspera indústria de paraigües de la regió de Jiangnan a causa del seu clima plujós. En nombroses obres literàries com ara la llegenda de la Serp Blanca també s'hi poden trobar referències als para-sols.

## Procés de fabricació
El procés de fabricació dels para-sols de cada regió i el nombre de passos varia, però generalment es pot dividir en quatre passos:
1. Seleccionar el bambú
2. Fer-ne l'estructura: Tallar el bambú, submergir-lo en aigua, assecar-lo al sol i aplicar-li altres tractaments i aleshores, perforar-lo, muntar-lo, lligar-lo i unir el mànec amb el cap del paraigua tot formant-ne l'estructura.
3. Fer-ne la coberta: Enganxar el paper a l'estructura, retallar-lo i polir-lo, abocar-hi l'oli i assecar-lo el sol. Tan bon punt s'ha completat aquest pas ja està a punt per a ésser usat.
4. Decorar-lo amb flors: Pintar amb motius florals la coberta del para-sol.